# الغمر
الغمر، قرية من قرى محافظة المهد، والتابعة لمنطقة المدينة المنورة في السعودية. تقع في جنوب شرق المدينة المنورة، وتبعد عنها بمسافة تقارب (180 ) كيلو متر، وعن مهد الذهب بمسافة تقارب ( 20) كيلو متر.